# Lennart Nyblom (journalist)
För andra betydelser, se Lennart Nyblom.
Lennart Gustaf Nyblom, född 9 mars 1915 på Lidingö, död 12 juli 1994 på Lidingö, var en svensk skribent, kåsör och författare. Han använde pseudonymen Red Top. 
Lennart Nyblom var son till journalisterna Erik Nyblom och Elsa Nyblom, ogift Blomberg. Efter att ha varit volontär på Karlstads-Tidningen 1934 bedrev han språkstudier i London, Berlin och Paris 1935–1937 och var reporter på Dagens Nyheter 1937–1945, varefter han var anställd hos AB Aerotransport (ABA) 1946–1948 innan han återvände till Dagens Nyheter där han var kåsör från 1948.
Lennart Nyblom medverkade under många år på Dagens Nyheters Namn och Nytt-avdelning. Han är gravsatt i minneslunden på Lidingö kyrkogård.
Han var från 1938 till sin bortgång gift med Ingrid Andersson (född 1917), dotter till fabrikören Einar Andersson och Emma Andersson.

## Citat
- "Det enklaste sättet att skapa en liten förmögenhet är att starta med en stor"
- "Det roligaste med små barn är sättet på vilket de blir till"
- "Om stenåldersbarnen hade lytt sina föräldrar, hade vi fortfarande levat i stenåldern"
- "Ett mannaminne är den tid som förflyter mellan säsongens första och andra snöstorm"

## Filmografi
- 1954 – Dagstidningskåsörerna